# Cappella (doublage)
Pour les articles homonymes, voir Cappella.
Le système Cappella est utilisé par la société Chinkel depuis 1998. 
Ce système d'écriture de dialogue de doublage virtuel permet de faire la détection et l'adaptation d'un film ou dessin animé étranger à l'aide d'un ordinateur. 
Contrairement au doublage traditionnel où le support de l'image est une bobine 35 mm ou une cassette VHS, Cappella fonctionne avec des fichiers vidéo numériques au format MJPEG ou DV qui sont particulièrement adaptés pour la lecture image par image.
La détection et la saisie du texte se font à la souris et au clavier.